# Senna multiglandulosa
Senna multiglandulosa es una especie de arbusto que pertenece a la familia de las Fabaceae.

## Descripción
Arbusto de unos 2 m de altura a veces árbol pequeño, densamente provisto de follaje y usualmente muy ramificado desde la base, con el fuste corto, irregular, nudoso y la corteza agrietada de color marrón claro. Es distinguible por su follaje pubescente y sus bonitas flores de color amarillo. Se propaga por siembra directa.

## Distribución y hábitat
Está distribuida desde México hasta Argentina. En Perú, se extiende en toda la Sierra, de Cajamarca a Puno. Es frecuente en la Sierra Central (Valle del Mantaro), entre los 2300 a 4000 m s. n. m., prefiere los suelos franco a franco-arenosos, aún con pedregosidad alta; necesita niveles medios a altos de humedad; es sin embargo, una especie altamente adaptable y apreciada en la conformación de cercos vivos para el cobijo de los cultivos y en las prácticas de conservación de suelos. En Chile es una especie de jardinería, que se ha asilvestrado en algunos lugares y constituye una amenaza a la preservación de las 14 senna sp. nativas de dicho país.

## Taxonomía
Esta especie fue descrita inicialmente como Cassia multiglandulosa por Nikolaus Joseph von Jacquin en Icones Plantarum Rariorum 1(3): 8, pl. 72, en 1783, hoy en día es tanto un sinónimo como un basónimo. Finalmente, sería descrita como Senna multiglandulosa por Howard Samuel Irwin y Rupert Charles Barneby, y publicada en Memoirs of The New York Botanical Garden, 35: 357, en 1982.
Etimología
Senna: del árabe que viene de sennar o sennaar, que es el nombre común que recibía esta planta en Nubia, en la parte baja del Nilo y en el Nilo Blanco.
Sinonimia
- Adipera tomentosa, (L. f.) Britton & Rose, 1930[4]
- Cassia albida, Ortega, 1800[5]
- Cassia cana, Schrank ex Steud., 1840[6]
- Cassia lutescens, SG. Don, 1832[7]
- Cassia multiglandulosa, Jacq., 1783[8]
- Cassia tomentosa, Linnaeus, 1782[9]

## Importancia económica y cultural
La madera es utilizada en la construcción (dinteles, puertas, cielorrasos) y también en la elaboración de materiales agrícolas. La leña es de buena calidad. Las ramitas tiernas son flexibles y se emplean para confeccionar canastas y cestería en general. Las raíces se hierven, proporcionando bajo este proceso un tinte de color amarillo. Posee asimismo potencial como melífera.

## Nombres comunes
- alcaparro, durmiente, martinica.[10]
- Mutuy
- Chanchayllo
- Chinllay
- Pacte
- Motuy
- Tanquis
- Alcaparra
- Huashlla
- chinchin